# Bohrhaken
Ein Bohrhaken ist ein Felshaken, der in einem in den Fels gebohrten Loch verankert wird, im Gegensatz zum Normalhaken, der für bereits bestehende natürliche Felsrisse konzipiert ist. Bohrhaken finden vor allem im Sportklettern, Bergsteigen und verwandten Sportarten Verwendung. Das Bohren erfolgte bis 1985 meist mit Handmeißel und Hammer, heute mit einer Akkubohrmaschine.

## Konstruktionsformen
Bohrhaken werden häufig kategorisiert nach der Art ihrer Verankerung. Dabei teilt man sie ein in mechanische Systeme und Verbundanker, die chemischen Systeme. Weitere mögliche Unterscheidungen sind Bauform der Öse (z. B. Ring, Lasche) oder Verwendungszweck (Zwischensicherung, Umlenkung oder zum Abseilen).

### Mechanische Systeme

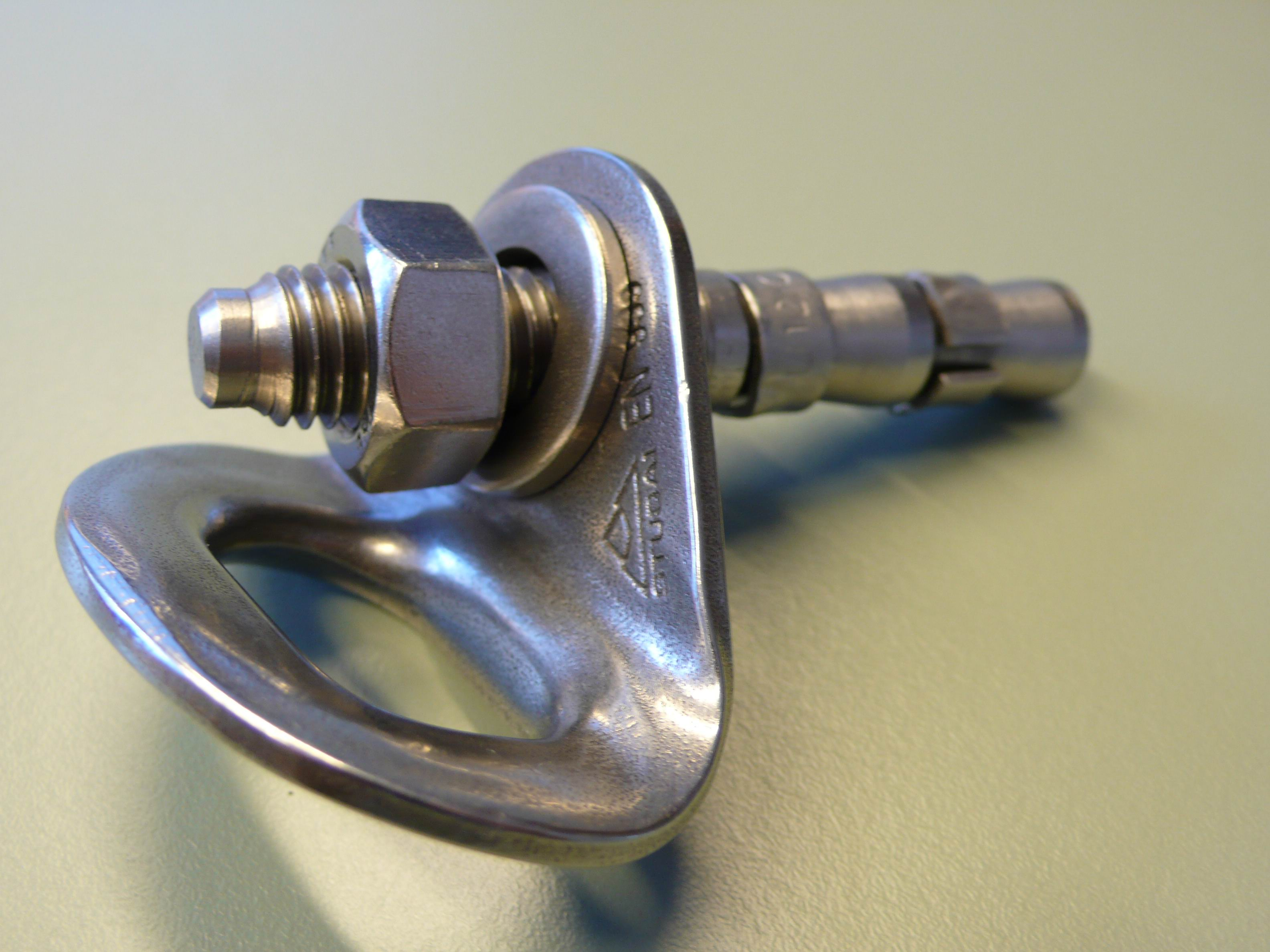
Ein Expressanker mit gebördelter Lasche.

Bei einem mechanischen System wird der Haken ins Bohrloch eingesetzt und allein mittels mechanischer Verformung ein Reibschluss oder Formschluss geschaffen, welcher die Haltekraft bewirkt.
Mechanische Systeme haben den großen Vorteil, dass sie sofort nach dem Einsetzen belastet werden können. Somit sind sie das einzig sinnvolle System für Erstbegehungen von unten.

#### Reibschlüssige Systeme
Reibschlüssige Systeme erzeugen eine Sprengwirkung und erhöhen durch den Spreizdruck die Haftreibung.
Ein simples System bildet der Einschlaganker bestehend aus einem Hohlzylinder und einem Spreizstift. Zur Verankerung wird der Zylinder in die Bohrung gesetzt und der Spreizstift hineingeschlagen. Dadurch spreizt sich der Zylinder und bewirkt die Haltekraft. Für eine ausreichende Haftreibung benötigt dieser Ankertyp einen hohen Spreizdruck, womit er aufgrund der Sprengwirkung nicht geeignet ist für rissige oder splittrige Felsen. Auch liegen seine Festigkeitswerte im Grenzbereich der Norm.
Der zurzeit (Stand 2007) am weitesten verbreitete Bohrhaken ist der Expressanker. Dieser besteht aus einem Schaft mit Gewinde und einem Konus, um den ein Spreizklipp anliegt. Wird die Mutter am Gewinde angezogen, schiebt sich der Konus unter den Spreizklipp und drückt diesen gegen die Wand der Bohrung.
Vereinzelt findet man noch alte Haken, die nicht der Norm entsprechen, wie z. B. Stift- oder Sticht-Bohrhaken. Sie haben einen Schaft mit rechteckigem Querschnitt und werden in ein kleines, rundes Bohrloch geschlagen. Die Haltekräfte sind sehr gering.
In den 1970er Jahren wurden die ersten Kronenbohrhaken gesetzt. Da bei diesem System der Schaft aus gehärtetem Stahl bestehen muss, ist es nicht korrosionsbeständig und deshalb problematisch.

#### Formschlüssige Systeme
Bei formschlüssigen Systemen sind Form des Schaftes und der Bohrung einander derart angepasst, dass sie sich ineinander verhaken.
Ein einfaches Prinzip befolgt der Schraubanker, der ein Gewinde besitzt. Er wird in ein etwas kleineres Bohrloch eingedreht und schneidet dabei auch ein Gewinde in den Fels. Dieses System arbeitet ohne Spreizdruck und bietet einen sehr guten Formschluss. Nachteilig wirkt sich allerdings der hohe Eindrehwiderstand aus, so dass das System nur im mittelharten Gestein, wie z. B. Kalk, verwendet werden kann. Im härteren Fels (z. B. Granit) ist der Widerstand zu groß und die Schraube kann abreißen. Ist das Gestein zu weich (z. B. Sandstein) ist die Festigkeit nicht ausreichend für den Formschluss.
Der Hinterschnittanker besitzt, ähnlich dem Expressanker, einen Spreizklipp, welcher durch Anziehen einer Mutter gespreizt wird. Dieser sitzt allerdings am Ende des Schaftes und dient nicht dazu Druck auf die Bohrlochswand auszuüben, sondern das Ende des Schaftes zu verdicken. Zum Setzen des Bohrlochs wird Spezialwerkzeug benötigt, welches eine Bohrung erzeugt, die am Grund größer ist. Wird der Anker eingesetzt und gespreizt, füllt er das aufgeweitete Loch aus und verkeilt sich.

### Verbundhaken

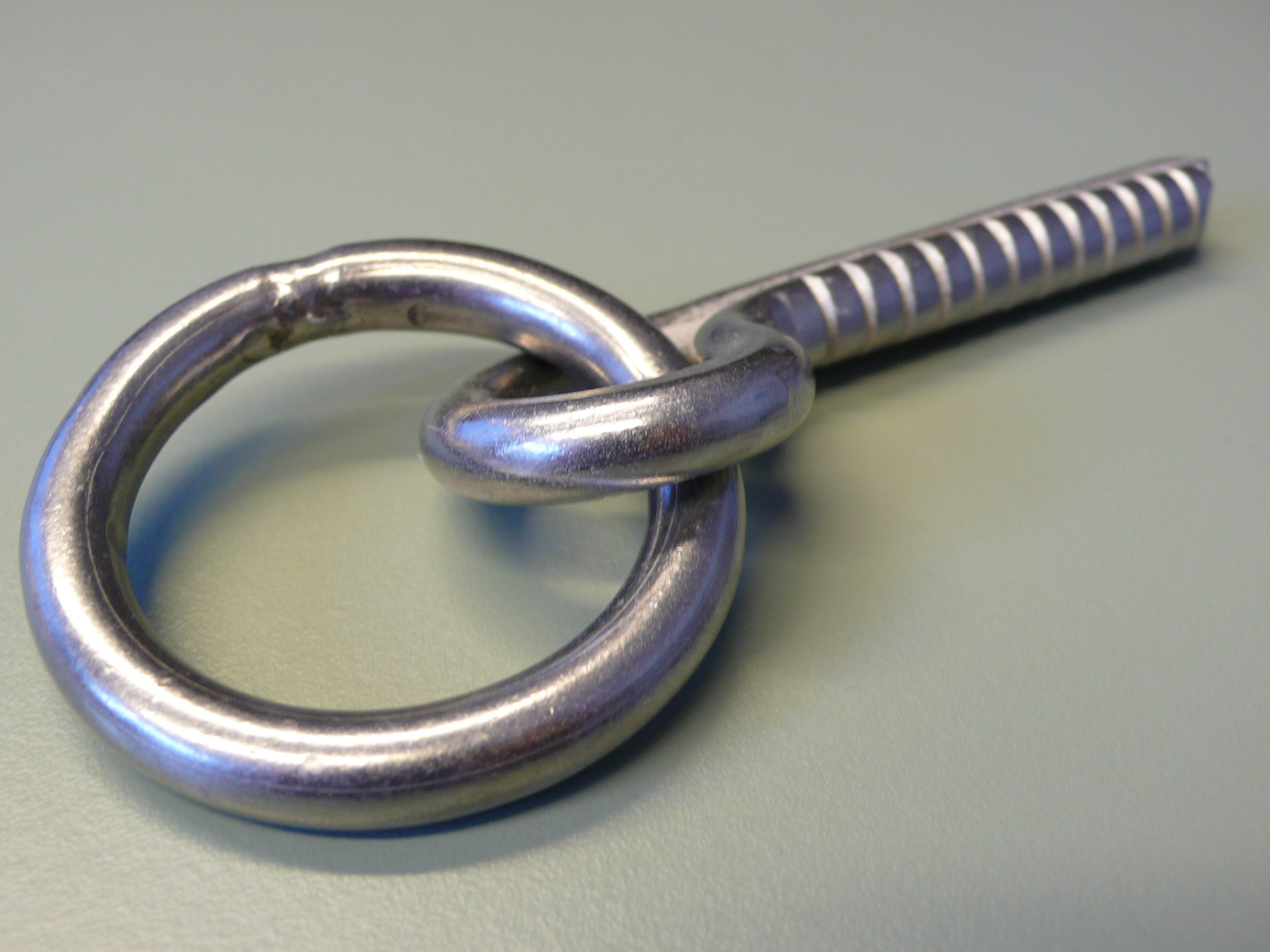
Ein Klebehaken mit Ring.

Verbundhaken gehören zu den chemischen formschlüssigen Systemen. Sie erzeugen den Formschluss mittels eines Mörtels, der sich der Form des Schaftes und des Bohrlochs anpasst. In der Kletterszene ist der Begriff Klebehaken sehr gebräuchlich, obwohl es sich dabei nicht um einen Kleber handelt, sondern um Zweikomponentenmörtel oder Schnellbindezement.
Zum Setzen wird der Verbundanker mit dem Mörtel in ein um ca. 1 bis 2 mm größeres Bohrloch gesetzt. Der Mörtel dichtet das Bohrloch gegen Feuchtigkeit ab und verhindert so die Erosion.
Der „Bühlerhaken“ stellt den ersten auf diese Weise gesetzten Haken dar. Er wurde von Oskar Bühler erfunden und hat sich in seiner Grundform seither so gut wie nicht verändert.
Fachgerecht gesetzt gelten normgerechte Klebehaken als die sichersten Felshaken. Die Verarbeitung der Verbundmasse birgt allerdings viele Fehlerquellen.

## Normen
In Europa für den Bergsport vertriebene Bohrhaken müssen der Norm EN 959 genügen. Diese stellt an die Haken unter anderem folgende Anforderungen:
- axiale Zugfestigkeit mindestens 15 kN
- radiale Zugfestigkeit mindestens 25 kN
- Verankerung muss unabhängig von Bohrlochgrund sein
- Materialien müssen korrosionsbeständig sein

Die größtmögliche Sturzbelastung liegt beim Klettern bei etwa 16 kN.

## Verwendung

### Alpinismus und Klettern
Im Zusammenhang mit dem Bergsteigen und Klettern, insbesondere dem modernen Sportklettern, dienen Bohrhaken als Fixpunkt, um seinen Kletterpartner und sich selbst sichern zu können.
Im alpinen Raum wurden die ersten Bohrhaken 1944 im Wilden Kaiser gesetzt. Dabei handelte es sich um sogenannte Stift- oder Stichthaken. Im Elbsandsteingebirge wurden schon lange vorher gebohrte Ringhaken verwendet, die Ersten wohl bereits im Jahr 1905.
Bereits seit seiner Entwicklung wird um die kletterethische Zulässigkeit des Bohrhakeneinsatzes gestritten.
Viele bekannte Bergsteiger, darunter Reinhold Messner, lehnen den Einsatz von Bohrhaken als „Mord am Unmöglichen“ vollständig ab. Demnach sollen nur der Einsatz sogenannter mobiler Sicherungsmittel (Klemmkeil, Friend etc.) sowie klassische Felshaken zulässig sein. Die Absicherung mit mobilen Sicherungsmitteln hat insbesondere in Großbritannien und den USA Tradition.
Die Verfechter dieses Kletterstils verweisen auf den großen Abenteuer- und Erlebniswert.
Auf der anderen Seite ermöglichten erst die Bohrhaken das sichere und sportliche Klettern für eine Vielzahl von Menschen. Was einst mutigen und erfahrenen Vorsteigern vorbehalten blieb, wird mit Hilfe von Bohrhaken für jedermann möglich. In diesem Sinne ist der Bohrhaken für den Breiten- und Spitzensport von großer Bedeutung.
In Europa, und zunehmend auch in anderen Kontinenten, setzte sich deshalb in der Regel der häufige Gebrauch von Bohrhaken durch. Rechtlich ist natürlich immer abzuklären, ob der Einsatz bzw. das Setzen von Bohrhaken der Zustimmung vom Grundeigentümer oder sonstigen Berechtigten bedarf. Dazu gibt es Länderweise verschiedenen Regelungen.

### Weitere Einsatzbereiche
Bei der Speläologie erlauben Bohrhaken in vielen Fällen erst das gefahrlose Erforschen von Höhlenteilen, häufig sind sie sogar das einzige Mittel, um solche Bereiche zugänglich zu machen, da die Wände in Höhlen aufgrund ihrer Entstehung in der Regel nur wenige Möglichkeiten für klassische Sicherungstechniken bieten (Friends, Felshaken etc.). Zudem kann ein Sturz ins Seil aus Sicherheitsgründen nicht toleriert werden, da auch kleine Verletzungen untertage schnell fatal werden können.
Darüber hinaus werden Bohrhaken auch in weiteren verwandten Sportarten, wie etwa im Canyoning verwendet.